# Задужбине Немањића
Сви српски владари краљевске породице Немањића за собом су остављали задужбине, своје цркве и манастире, да искупе своје душе и покажу своју величину.
Свети Сава и његов брат велики жупан Стефан почели су изградњу цркве Светог Спаса у Жичи чија је градња трајала пуних двадесет година. Завршена је тек двадесетих година 13. века.
Богородичина црква у Студеници, задужбина Стефана Немање, није завршена за живота свог оснивача. Унутрашњост цркве осликана је тек 1208-09. године.
Стефан Владислав је сазидао своју задужбину манастир Милешеву око 1225. године. У њему се налазе најзначајније фреске српских владара тога доба. Радослав је обогатио задужбину свога деде Стефана Немање - манастир Студеницу. Он је проширио Богородичину цркву у том манастиру.
Још док је Сава био жив започета је градња храма св. Апостола у Пећи. Завршен је тек средином тринаестог века.
Од велике вредности је и манастир Морача чији је заштитник и градитељ био Вуканов син Стефан. Подигнут је 1251-52. године.
Задужбина краља Стефана Уроша I је манастир Сопоћани са црквом Свете Тројице из 1260, један од највелелепнијих у Србији.
Краљ Стефан Драгутин ктитор је цркве Светог Ахилија у Ариљу, саграђеној око 1290. године.
Далеко највеће градитељске подухвате предузимао је краљ Стефан Урош II Милутин. За време његове владавине подигнуто је или довршено више цркава и манастира великог историјског и уметничког значаја. Овде ће бити поменуте само најважније. Милутинова задужбина је црква Св. Јована у Свачу из 1300. године, Он је сазидао цркву у Хиландару (1303). познату као црква краља Милутина. Његова главна задужбина је манастир Грачаница, један од најлепших градитељских споменика српске средњовековне архитектуре. Ту се налази и Милутинов маузолеј, црква Светог Стефана у Бањској, невероватно брзо завршена (1312-17). Милутин је у последњих двадесетих година своје владавине саградио или обновио цркву Богородице Љевишке у Призрену (1313-14), Краљеву цркву у Студеници, цркву Светог Ђорђа у Старом Нагоричину и саму Грачаницу. Краљ Милутин је био ктитор многих манастира широм Балкана, у Цариграду, а основао је и Српски манастир светих Архангела у Јерусалиму.

## Списак Немањића са задужбинама
- Страцимир - Градац код Чачка (око 1189. године)
- Мирослав - Свети Петар код Бијелог Поља (око 1190. године)
- Стефан Немања (1166—1196) - Богородица и Свети Никола (око 1168 — 1172) код Куршумлије, Ђурђеви Ступови (после 1168. године), Студеница (1183—1196), Хиландар (1198), Свети Ђорђе (данас нема остатака), Свети Никола (данас нема остатака)
- Првослав - Ђурђеви ступови код Берана (пре 1219. године)
- Стефан Првовенчани (1196—1228) - Жича (после 1207. године, а пре 1220. године), Придворица, Богородица (пре 1219. године)
- Стефан - Морача (1252)
- Радослав (1228—1234) - додаје припрату Студеници
- Владислав (1234—1243) - Милешева (1235)
- Арсеније I - Свети Апостоли код Пећи (1250)
- Урош I (1243—1276) - Сопоћани (1255) и црква Свете Тројице
- Јелена Анжујска - Градац код Рашке (око 1270. године)
- Димитрије - Давидовица (1281)
- Драгутин (1276—1282) - Свети Ахилије у Ариљу (1296); предање му приписује и оснивање три фрушкогорска манастира: Бешеново, Велика Ремета и Мала Ремета, међутим о томе не постоје поуздани историјски подаци
- Каталина Арпадовић (1256—1316) - Троноша (1276—1282)
- Милутин (1282—1321) - Свети Јован (1300), Бањска (око 1315), Свети Ђорђе у Старом Нагоричану (1313), Грачаница, Богородица Љевишка (1313—1314), Краљева црква у Студеници, обновио Прохор Пчињски, Српски манастир светих Архангела у Јерусалиму
- Владислав II (1316—1325) - Манастир Тавна код Бијељине, (заједно са братом Урошицом)
- Стефан (1321—1331) - Дечани (1327—1335)
- Душан (1331—1355) - Свети Архангели (1343—1352), започео Матејче
- Урош V (1355—1371) - довршио Матејче
- Јован Урош Палеолог - Метеори
- Милица (1335—1405) - Љубостиња (1388)